# Jean Aurenche, écrivain de cinéma
Pour plus de détails, voir Fiche technique et Distribution.
Jean Aurenche, écrivain de cinéma est un documentaire français réalisé par Alexandre Hilaire et Yacine Badday en 2010, sur le scénariste Jean Aurenche. Il a été diffusé sur la chaîne Cinécinéma Classic et notamment projeté aux Festivals d'Annonay, Joyeuse et Pierrelatte.

## Synopsis
À partir de la remise à Jean Aurenche du premier César du meilleur scénario (pour Que la fête commence de Bertrand Tavernier), le documentaire met en lumière la personnalité de ce scénariste et son influence sur les films qu’il a écrits pour Autant-Lara, Clément ou Tavernier. À partir d'entretiens rares avec Jean Aurenche, différents témoins (Claude de Givray, Bertrand Tavernier, Paul Vecchiali) évoquent la collaboration d’Aurenche avec Pierre Bost, l'article polémique de François Truffaut dans Les Cahiers du cinéma, mais aussi l'aspect autobiographique d’un film comme L'Horloger de Saint-Paul (1974) ou ses quelques travaux de metteur en scène. Ces témoignages reviennent également, en fil rouge, sur une époque où le scénariste était incontournable dans la conception d’un film.

## Fiche technique
- Titre : Jean Aurenche, écrivain de cinéma
- Réalisation : Yacine Badday et Alexandre Hilaire
- Scénario : Yacine Badday et Alexandre Hilaire
- Photographie : Gertrude Baillot et Nicolas Duchêne
- Montage : Michael Arnaud
- Son : Thomas François et Vincent Lefèbvre
- Production : Joseph Maziji
- Société de production : Tip Top Productions
- Pays :  France
- Genre : Documentaire
- Durée : 52 minutes
- Dates de sortie : 
  -  France : 8 mai 2010 (télévision)

## Intervenants
- Jean Aurenche (images d'archives) : scénariste et metteur en scène
- Pierre Bost (images d'archives) : scénariste
- Philippe Aurenche : fils de Jean Aurenche
- Alain Riou : journaliste de cinéma et coauteur du livre Jean Aurenche, la suite à l'écran
- Jean-Pierre Mocky : ami de Claude Autant Lara et Jean Aurenche
- Jean-Marie Poiré : réalisateur ; ancien Assistant de Claude Autant-Lara
- Claude de Givray : ami et coscénariste de François Truffaut
- Bertrand Tavernier : réalisateur ; coscénariste de cinq films avec Jean Aurenche
- Paul Vecchiali : réalisateur ; collaborateur de Jean Aurenche dans les années 80

## Extraits de films
- La Traversée de Paris de Claude Autant-Lara
- Douce de Claude Autant-Lara
- Occupe-toi d'Amélie de Claude Autant-Lara
- Jeux interdits de René Clément
- L'Horloger de Saint-Paul de Bertrand Tavernier
- Le Juge et l'Assassin de Bertrand Tavernier
- Pirates du Rhône de Jean Aurenche

## Autour du film
- Les auteurs ont par la suite réalisé le documentaire Le Cinéma de Boris Vian, toujours pour la chaîne Ciné Cinéma. Le film évoque la passion de Boris Vian pour le cinéma et ses nombreuses tentatives dans ce domaine (acteur, scénariste, romancier adapté).
- Le documentaire a été projeté dans différents festivals, tels que le festival du premier film d'Annonay, le festival De l'écrit à l'écran de Montélimar, le festival de Pierrelatte, ou encore le festival du film artisanal de Joyeuse, où il a été primé.